# 弗农·托马斯
弗农·劳伦斯·沃尔特·托马斯（英語：Vernon Lawrence Walter Thomas，1914年8月27日—1957年11月17日），新西兰前男子摔跤运动员。他曾代表新西兰参加1938年大英帝国运动会摔跤比赛，获得一枚银牌。